# Park Glazja
Park Glazja – park na Jakubskim Przedmieściu w Toruniu. Zajmuje powierzchnię 5,5 ha (według innego źródła: 5,6 ha). Park mieści się na terenie od ronda przy planu Pokoju Toruńskiego do skrzyżowania ulicą Waryńskiego z ulicą Antczaka.
Na obszarze parku występują: graby pospolite, lipy drobnolistne, bukszpany, derenie białe, lebiodki oraz byliny, żywopłoty, trawy ozdobne i pnącza. Część roślin pojawiła się w parku po 2020 roku.
Park powstał na terenie, gdzie wcześniej mieścił się stok bojowy Fortu św. Jakuba. Stok przybrał formę parkową po 1945 roku. W latach 90. XX w. uporządkowano drzewostan.
W kwietniu 2020 roku zakończono rewitalizację parku. Podzielono teren na trzy strefy. W części północno-zachodniej wybudowano place zabaw i siłownię, wchodzące w skład strefy rekreacji intensywnej. W centralnej części parku zlokalizowano strefę ciszy, a we wschodniej strefę spontanicznego wypoczynku i rekreacji. Zmodernizowano oświetlenie i ciągi komunikacji pieszej i rowerowej, zainstalowano monitoring oraz oddano do użytku stoły szachowe. Podczas rewitalizacji wyposażono park w ławki, leżaki, kosze na odpady i stojaki rowerowe. Wybudowano również budki dla ptaków i domki owadów. Koszt rewitalizacji wyniósł 4,7 mln zł. Część pieniędzy podchodzi z funduszy unijnych – Programu Operacyjnego Infrastruktura i Środowisko 2014–2020 kwotą ok. 2,15 mln zł.
W parku mieści się taras widokowy na dolinę Wisły i stok bojowy przy Forcie św. Jakuba.